# عدم تحمل التمرين
عدم تحمل التمرين هو حالة من انعدام أو إنخفاض القدرة على أداء التمارين البدنية بالمستوى أو المدة المتوقعة عادةً للأشخاص من نفس العمر والحجم والجنس والكتلة العضلية. يشمل أيضًا الإحساس بالألم الشديد غير المعتاد بعد التمرين، والإعياء والغثيان والتقيؤ أو غيرها من الآثار السيئة. لا يعد عدم تحمل التمرين مرضًا أو متلازمة بحد ذاته، لكنه قد ينتج عن اضطرابات مختلفة.
في معظم الحالات، يكون السبب المحدد لعدم تحمل التمرين ذا أهمية كبرى أثناء محاولة عزل السبب وصولًا إلى مرض معين. وُجد ارتباط بين الاضطرابات التي تصيب الجهاز الرئوي أو الجهاز القلبي الوعائي أو الجهاز العصبي العضلي وعدم تحمل التمرين، وتلعب الأسباب السلوكية دورًا أيضًا.

## العلامات والأعراض
يعني التمرين في هذا السياق النشاط البدني، ولا يقتصر على التمارين الرياضية ضمن برامج اللياقة البدنية. مثلًا، قد لا يتمكن الشخص الذي يعاني من عدم تحمل التمرين بعد الإصابة بنوبة قلبية من الحفاظ على مقدار النشاط البدني اللازم للسير في محل بقالة أو لطهي وجبة. لدى الشخص الذي لا يتحمل التمرين بشكل جيد، قد يسبب النشاط البدني ضيق نفس غير معتاد وألم عضلي وتسرع تنفس (سرعة التنفس بشكل غير طبيعي) وتسرع القلب (وجود معدل ضربات قلب أسرع من المعتاد) أو زيادة ضعف العضلات؛ قد تؤدي ممارسة الرياضة إلى صداع شديد أو غثيان أو دوار أو حالات شد عضلي عرضية أو إعياء شديد، ما يجعل الأمر غير محتمل.
الأسباب الثلاثة الأكثر شيوعًا التي يقدمها الأشخاص لعدم قدرتهم على تحمل القدر الطبيعي من التمارين أو النشاط البدني هي:
- ضيق التنفس[3] – يظهر بشكل شائع لدى الأشخاص المصابين بأمراض الرئة وأمراض القلب والسمنة
- الإعياء[3] – عندما يظهر مبكرًا في اختبار إجهاد القلب، يكون عادةً بسبب زوال التكيف (إما بسبب نمط حياة غير مستقر أو أثناء فترة النقاهة من مرض طويل)، لكن قد يشير إلى أمراض القلب أو الرئة أو الإضطرابات العصبية العضلية.
- الألم[3] – قد يكون ناتجًا عن مجموعة متنوعة من الحالات الطبية، مثل التهاب المفاصل أو الظلع أو أمراض الأوعية المحيطية أو الذبحة الصدرية. لا يعد الألم المزمن الذي يجعل الشخص رافضًا القيام بنشاط بدني بحد ذاته شكلًا من أشكال عدم تحمل التمرين.[1]

## التشخيص
عادةً ما تتضمن الاختبارات الموضوعية لعدم تحمل التمرين أداء بعض التمارين. تشمل الاختبارات الشائعة صعود السلم والمشي لمدة ست دقائق واختبار المشي واختبار إجهاد القلب واختبار تمارين القلب والرئة (CPET). يطبق اختبار المشي لمدة ست دقائق، وهو يهدف إلى معرفة مدى قدرة الشخص على المشي، مع اعتبار مسافة 600 متر نتيجة معقولة للشخص العادي الذي لا يعاني من عدم تحمل التمرين. يقيس اختبار تمارين القلب والرئة القدرة على التمرين ويساعد في تحديد ما إذا كان سبب عدم تحمل التمرين ناتجًا عن أمراض القلب أو أسباب أخرى. في حال الأشخاص الذين يعانون من إجهاد شديد قبل الوصول إلى العتبة اللاهوائية، عادةً ما يكون سبب عدم تحمل التمرين غير قلبي.
بالإضافة إلى ذلك، قد يكون اختبار الربو الناجم عن ممارسة التمارين الرياضية مناسبًا.

## الأسباب

### اضطرابات عصبية
- التصلب المتعدد

### اضطرابات تنفسية
- التليف الكيسي: قد يسبب التليف الكيسي ضمور العضلات والهيكل العظمي، لكن النتيجة الأكثر شيوعًا هي عدم تحمل التمرين. يرتبط عدم تحمل التمرين بانخفاض وظائف الرئة التي هي أصل التليف الكيسي.[4]
- توسع القصبات

### متلازمة التعب المزمن (CFS)
- يعد التوعك التالي للجهد أحد الأعراض الرئيسية لالتهاب الدماغ والنخاع المؤلم للعضلات/متلازمة التعب المزمن (ME/CFS). يمكن وصف التوعك التالي للجهد بأنه «تفاقم متأخر وشديد لأعراض ME/CFS الذي دائمًا ما يتبع النشاط البدني وغالبًا ما يتبع النشاط المعرفي».[5][6]
- عدم التحمل الانتصابي، ويحدث في متلازمة التعب المزمن. يسبب عدم التحمل الانتصابي عدم تحمل التمرين كأحد الأعراض الرئيسية. يسبب أيضًا أعراض أقل خطورة تتمثل بالإعياء والغثيان والصداع والمشاكل الإدراكية والاضطرابات البصرية.[7]

### متلازمة ما بعد الارتجاج (PCS)
- يعاني المصابون بمتلازمة ما بعد الارتجاج بعدم تحمل التمرين، إلا أنه قد يقل بمرور الوقت.[8]
- قد يعاني الأفراد المصابون بمتلازمة ما بعد الارتجاج أيضًا من إحدى درجات عدم تحمل التمرين، لكن لا يُعرف سوى القليل نسبيًا عن عدم تحمل التمرين في حالة مرضى متلازمة ما بعد الارتجاج.[9]

### أمراض القلب
- الذبحة الصدرية
- فشل القلب: يعد عدم تحمل التمرين من الأعراض الأساسية لفشل القلب الانبساطي المزمن.[10]
- اضطراب النظم القلبي
- قصور الأبهر
- فرط ضغط الدم الرئوي: يسبب ضيق النفس والإعياء، تساهم هذه المنظومات في عدم تحمل التمرين.[11]
- عيوب الحاجز الأذيني اللاعرضية. في القلب، قد يحدث فرط حمل حجمي للبطين الأيمن ما يؤدي إلى زيادة الضغط في البطين الأيمن وعدم تحمل التمرين بسبب عدم قدرة البطين الأيمكن على السيطرة على الضغط المرتفع المرافق للتمرين.[12]

- قصور القلب المزمن

### الاضطرابات العضلية الهيكلية
- ضمور العضلات الشوكي: تشمل الأعراض عدم تحمل التمرين وضعف الإدراك والإعياء.[13]

- انحلال الربيدات: حالة تتحلل فيها العضلات، وتحرر محتوى الخلايا العضلية في الدم ما يؤدي إلى ارتفاع مستويات كيناز الكرياتين في الدم. تنخفض القدرة على تحمل االتمرين بشكل كبير.[14][15]

### الطفرات
- مجمع الميتوكوندريا الثالث: اكتُشفت حاليًا 27 طفرة مختلفة تم تحديدها في السيتوكروم ب (يعتبر مجمع الميتوكوندريا الثالث أحد تلك الطفرات). قد تؤدي هذه الطفرة في كثير من الأحيان إلى ضعف العضلات والهيكل العظمي وينتج عنها عدم تحمل التمرين.[16]
- مجمع تميم الإنزيم Q10:
- خلل في السلسلة التنفسية للعضلات الهيكلية: قد يؤدي ذلك إلى حالة شديدة من عدم تحمل التمرين والتي تتجلى في الأعراض التالية لخلل السلسلة التنفسية في العضلات الهيكلية؛ تعب عضلي وحماض لاكتيكي.[17]
- يعكس تحمل التمرين القدرة المشتركة لمكونات سلسلة الأكسجين على تزويد الأكسجين الكافي لإعادة اصطناع الأدينوسين ثلاثي الفوسفات (ATP). في الأفراد المصابين بأمراض مثل السرطان، قد تؤثر بعض العلاجات على واحدة أو أكثر من مكونات هذه السلسلة، فتحد من قدرة الجسم على استخدام أو توصيل الأكسجين، ما يؤدي إلى عدم تحمل التمرين بشكل مؤقت.[18]

## العلاج
تعتبر ممارسة الرياضة أمرًا أساسيًا للعديد من الأشخاص المصابين بأمراض القلب أو آلام الظهر، وتتوفر مجموعة متنوعة من تقنيات التمارين المحددة لكلي المجموعتين.
في الأفراد الذين يعانون من قصور القلب مع وجود قيمة طبيعية للجزء المقذوف، بما في ذلك تمدد الأبهر وضغط الدم والقدرة الانبساطية للبطين الأيسر ووظيفة العضلات الهيكلية، قد تحسن التمارين الهوائية من حالة عدم تحمل التمرين. يمكن لمجموعة متنوعة من التدخلات الدوائية مثل فيراباميل وإنالابريل وحاصرات مستقبلات الأنجيوتنسين وحاصرات الألدوستيرون أن تحسن من تحمل التمارين لدى هؤلاء الأفراد أيضًا.